# Conistra huebneri
Conistra huebneri är en fjärilsart som beskrevs av Culot. Conistra huebneri ingår i släktet Conistra och familjen nattflyn. Inga underarter finns listade i Catalogue of Life.